# Рагби клуб Стад Рошел
Стад Рошел (енгл. Atlantique Stade Rochelais) је француски рагби јунион клуб из града Ла Рошел који се такмичи у Топ 14. Боје Рошела су црна и жута. 
Први тим
Кини Муримуривалу
Бенџамин Лапејре
Дејвид Раикуна
Алофа Алофа
Левани Ботиа
Жан-Паскал Баракјуе
Зек Холмс
Рики Жануари
Жулијен Ауди
Џон Куву
Демијен Лагранг
Романа Грахам
Џејсон Етон
Винсент Пело
Уини Антонио
Дејвид Роумиеу
Леандро Цедаро
Жордан Сенека
Бенџамин Геледан
Максим Гау
Томас Синаегел
Бенолт Гујот
Роман Сази
Албаин Мерон
Пјер Агуилон
Фабиен Фортасин
Чарлс Лагарде
Френсоис Хери